# 전남과학대학교
전남과학대학교(全南科學大學校, Chunnam Techno University)는 대한민국 전라남도 곡성군에 있는 사립 전문대학이다.

## 연혁
1990년 12월 19일, 학교법인 옥과도농숙(현 학교법인 우암학원)에 의하여 정선실업전문대학이 설립되어 이듬해 3월 12일에 개교하였다. 1994년 3월 1일, 전남전문대학으로 교명을 변경한다. 전문대학 교명 규제 완화에 따라 1998년 5월 1일과 2012년 4월 3일에 각각 전남과학대학과 전남과학대학교로 교명을 변경하여 현재에 이르고 있다.

## 교육편제
전남과학대학교는 사립 전문대학으로, 전문학사 학위 과정을 주로 운영한다. 2024년 현재 26개 학부·과를 편제한다. 이 중 간호학과에 대하여는 학사 학위를 수여하고 있다.

### 전문기술석사
2024년부터 스마트농업과정에 한하여 석사 학위와 동등한 전문기술석사 학위 수여 과정을 운영하고 있다.

## 캠퍼스 풍경
전남과학대학교는 전라남도의 사립 전문대학으로, 옥과면에 그 교사가 위치한다. 약 14동의 건축물이 위치한다. 캠퍼스는 대체적으로 북-남 수직 방향으로, 남부의 대학로를 통해 접근할 수 있다. 서부의 동일 법인의 운영 고등학교인 옥과고등학교와 교사가 인접한다.

## 같이 보기
- 남부대학교
- 옥과고등학교